# Połuszka (1855–1861) BM
Połuszka (1855–1861) BM – moneta o wartości ¼ kopiejki, bita w mennicy w Warszawie, z datą 1855, 1860 i 1861, jako następczyni połuszki (1850–1853) BM, według systemu wagowego opartego na funcie rosyjskim i stopy menniczej definiującej bicie 32 rubli z jednego puda miedzi.

## Awers
Na tej stronie umieszczono ukoronowany monogram Aleksandra II „A ІI”.

## Rewers
Na tej stronie znajduje się korona, pod nią napis „ПОЛУШКА”, poniżej rok 1855, 1860 lub 1861, a pod nim znak mennicy w Warszawie – litery w cyrylicy В.М. (Варшавская Монета).

## Opis
Monetę bito w mennicy w Warszawie, w miedzi, na krążku o średnicy 14 mm, masie 1,28 grama, z rantem gładkim. Według sprawozdań mennicy w latach 1855 oraz 1861 w obieg wypuszczono 3 560 000 monet.
Stopień rzadkości poszczególnych roczników przedstawiono w tabeli:
| Rocznik            | Stopień rzadkości | Szacowana liczba egzemplarzy | Uwagi                                               | Zdjęcie |
| ------------------ | ----------------- | ---------------------------- | --------------------------------------------------- | ------- |
| połuszka 1855 B.M. | R1                | 15 001–80 000                |                                                     |         |
| połuszka 1860 B.M. | R8                | 2–3                          | w niektórych polskich katalogach jako moneta próbna |         |
| połuszka 1861 B.M. | R1                | 15 001–80 000                |                                                     |         |

W numizmatyce rosyjskiej moneta zaliczana jest do kategorii monet cara Aleksandra II.
Moneta o tym samym nominale i takich samych rysunkach rewersu i awersu, poza Warszawą, była bita jeszcze w jednej mennicy:
| Nominał  | Lata           | Znak mennicy | Mennica       |
| -------- | -------------- | ------------ | ------------- |
| połuszka | 1855–1867      | Е.М.         | Jekaterynburg |
| połuszka | 1855,1860,1861 | B.M.         | Warszawa      |